# 115 (getal)
115 is het natuurlijke getal volgend op 114 en voorafgaand aan 116.

## Overig
Honderdvijftien is ook:
- het jaar 115 v.Chr. of het jaar 115
- het scheikundig element met atoomnummer 115 is Moscovium (Mc)
- een waarde uit de E-reeksen E48, E96 en E192